# تاریبو وست
تاریبو وست (انگلیسی: Taribo West؛ زادهٔ ۲۶ مارس ۱۹۷۴) یک بازیکن فوتبال اهل نیجریه است.
از باشگاه‌هایی که در آن بازی کرده‌است می‌توان به اوسر، باشگاه فوتبال پیکان تهران، باشگاه فوتبال پارتیزان، دربی کانتی، باشگاه فوتبال پلیموث آرگیل، اینتر میلان، آ.ث. میلان، کایزرسلاوترن، و باشگاه فوتبال العربی قطر اشاره کرد. وی همچنین در تیم‌های ملی فوتبال نیجریه بازی کرده‌است.